# Средние Кичаны
Средние Кичаны — пресноводное озеро на территории сельского поселения Зареченск Кандалакшского района Мурманской области.

## Общие сведения
Площадь озера — 1,5 км². Располагается на высоте 51,9 метров над уровнем моря.
Форма озера лопастная, продолговатая: оно почти на четыре километра вытянуто с запада на восток. Берега изрезанные, каменисто-песчаные, преимущественно возвышенные, местами заболоченные.
Через Средние Кичаны течёт безымянный водоток, несущий воды из озёр Кангас и Верхние Кичаны. Ниже течением он протекает через озеро Нижние Кичаны, после чего впадает в озеро Лопское, через которое протекает река Лопская. Лопская впадает в озеро Пажма, являющееся частью Ковдозера. Через последнее протекает река Ковда, впадающая, в свою очередь, в Белое море.
В озере расположено не менее восьми безымянных островов различной площади, рассредоточенных по всей площади водоёма, однако их количество может варьироваться в зависимости от уровня воды.
К востоку от озера проходит просёлочная дорога.
Населённые пункты вблизи водоёма отсутствуют..
Код объекта в государственном водном реестре — 02020000611102000001846.